# Tiffany Alvord
Tiffany Lynn Alvord (La Cañada Flintridge, 11 de dezembro de 1992), é uma cantora, compositora e atriz americana. É considerada uma das primeiras "celebridades locais" do YouTube, possuindo uma grande presença na plataforma, com mais de 705 milhões de visualizações e mais de 3,15 milhões inscritos em seu canal. Alvord também tem muitos seguidores em outras redes sociais, incluindo mais de 2,6 milhões de fãs no Facebook e mais de 350 mil seguidores no X.
Em dezembro de 2012, Alvord se apresentou na Times Square, no palco da Nivea, ao lado de Carly Rae Jepsen, Train, Psy e Taylor Swift, durante a celebração da véspera de Ano Novo de 2012.

## Biografia
Nascida em 11 de dezembro de 1992, na Califórnia, Alvord é filha de Cherie Alvord, que atua como sua empresária. É a segunda mais nova entre sete irmãos, tendo seis irmãos homens. Durante o ensino fundamental, aprendeu a tocar piano e escreveu suas primeiras canções aos dez anos. Aos 14 anos, aprendeu a tocar violão de forma autodidata, tornando-se seu segundo instrumento musical. No ano seguinte, em abril de 2008, aos 15 anos, publicou sua primeira música no YouTube. Alvord é membro da Igreja de Jesus Cristo dos Santos dos Últimos Dias (mórmon).
Ela também treinou ginástica por nove anos e competiu por quatro até sofrer uma lesão durante uma competição, o que a afastou do esporte. Alvord concluiu o ensino médio em 2010, após três anos de estudos. Posteriormente, adiou a faculdade para focar em sua carreira musical.

## Carreira musical

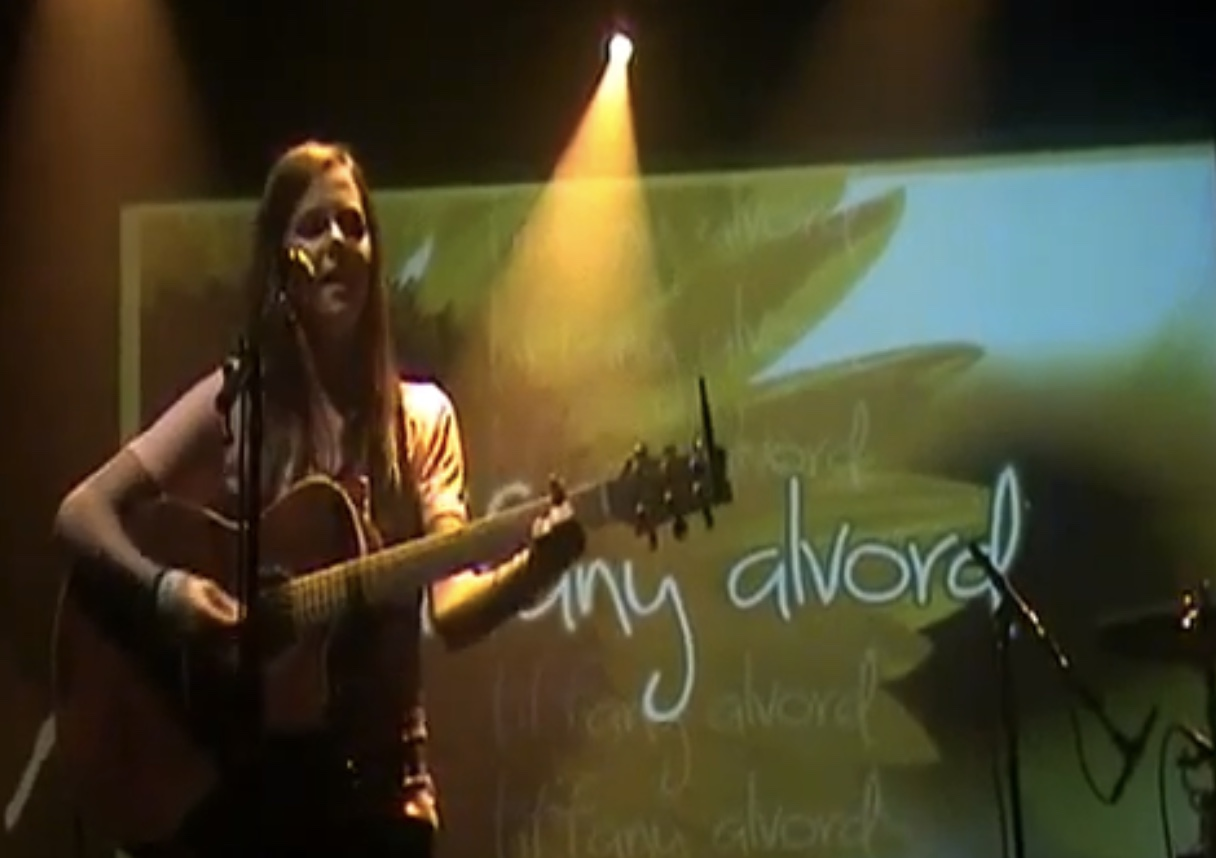
Alvord se apresentando no Highline Ballroom em Manhattan em 2011

A carreira de Alvord inclui apresentações no Canadá, Inglaterra, China, Cingapura, Tailândia, Indonésia, Malásia, e Filipinas. Ela foi a atração de abertura da turnê do Boyce Avenue pelos Estados Unidos durante os meses de fevereiro e março de 2011, e foi atração principal, ao lado de Alex Goot, em uma turnê pelo país entre agosto e setembro do mesmo ano.
Em junho de 2012, Alvord ficou em primeiro lugar em uma competição da ArtistSignal, ganhando o grande prêmio de 25 mil dólares. Em 29 de junho de 2012, lançou seu terceiro álbum, I've Got It Covered Vol. 2, que, assim como seu primeiro álbum, reúne 10 covers populares em seu canal no YouTube. Em 18 de setembro de 2012, Alvord lançou seu quarto álbum no iTunes, intitulado My Heart Is. Em dezembro de 2012, Alvord se apresentou na Times Square, no palco da Nivea, ao lado de Carly Rae Jepsen, Train, Psy e Taylor Swift, como parte das celebrações da véspera de Ano Novo de 2012.
Alvord foi atração principal em uma turnê por quatro países do Sudeste Asiático durante o mês de março de 2013, e co-liderou uma turnê pela Costa Oeste dos Estados Unidos em abril de 2013, ao lado do colega e estrela do YouTube Jason Chen. Em julho de 2013, Alvord se apresentou ao vivo na Europa pela primeira vez, liderando shows com ingressos esgotados em Londres, incluindo no histórico London Hippodrome. Durante essa viagem, participou de uma entrevista ao vivo com Simon Lederman na 94.9 BBC Radio, em Londres.
Alvord já foi destaque em diversas publicações impressas e digitais, incluindo The Wall Street Journal, The New York Times, revista Fortune, revista Alternative Press, Ora TV, Empty Lighthouse Magazine, Adweek, revista Yareah e AOL On.

## Carreira de atriz
Em 2017, Alvord estreou como atriz na primeira temporada da websérie dramática adolescente Guilty Party como Emma Wilson, bem como no filme de comédia de aventura School Spirits. Em 2018, Alvord retornou na segunda temporada de Guilty Party como uma personagem diferente, Harper Vince.

## Discografia

### Música original
| Título      | Detalhes do álbum                                                                         |
| ----------- | ----------------------------------------------------------------------------------------- |
| My Dream    |                                                                                           |
| My Heart Is | - Lançado: 18 de setembro de 2012                                                         |
| Legacy      | Lançamento: 12 de agosto de 2014 Etiqueta: Não assinado Formato: Download e cópia física. |